# Возьники-Паклеви
Возьники-Паклеви (пол. Woźniki-Paklewy) — село в Польщі, у гміні Радзаново Плоцького повіту Мазовецького воєводства.
Населення — 103 особи (2011).
У 1975-1998 роках село належало до Плоцького воєводства.

## Демографія
Демографічна структура станом на 31 березня 2011 року:
|          | Загалом | Допрацездатний вік | Працездатний вік | Постпрацездатний вік |
| -------- | ------- | ------------------ | ---------------- | -------------------- |
| Чоловіки | 49      | 9                  | 33               | 7                    |
| Жінки    | 54      | 9                  | 26               | 19                   |
| Разом    | 103     | 18                 | 59               | 26                   |